# Rudolf Ernst Marčić
Rudolf Ernst Marčić (Litija, 21. veljače 1882. – Lovran, 13. listopada 1960.) bio je hrvatski slikar.

## Životopis
Nakon zavšetka niže gimnazije postao je pješački časnik. Godine 1905. odlazi na Umjetničku akademiju u Prag, kod profesora Vlahe Bukovca. U Pragu je 1906. imao prvu izložbu.
Predavao je crtanje u vojnoj školi u Strassu te 1910. u Grazu. Godine 1921. odlazi u vojnu mirovinu. Nakon toga se potpuno posvetio slikarstvu. Isprva je radio na Bledu, a zatim na otoku Koločepu kraj Dubrovnika.
Otac je Renéa Marčića.

### Članci
- Prodan, Goran. 2019. Marčić, Rudolf Ernst. Istrapedia journal zahtijeva |journal= (pomoć)